# レイノルズ平均ナビエ-ストークス方程式
レイノルズ平均ナビエ-ストークス方程式（英: Reynolds-averaged Navier-Stokes equation, 略称: RANS）とは、
時間平均化

された流体の運動方程式である。
オズボーン・レイノルズが提唱したレイノルズ分解が方程式の前提にあり、レイノルズ分解によって流れの瞬間物理量は時間平均値と変動量に分けられる
。
RANS方程式は主に乱流を記述するために用いられる。乱流特性に関する知識に基づく近似を用いることで、ナビエ-ストークス方程式の近似時間平均解を与えることができる。
定常過程における非圧縮性ニュートン流体のRANS方程式は直交座標系においてアインシュタインの縮約記法を用いて次のように表される。
{\displaystyle \rho {\bar {u}}_{j}{\frac {\partial {\bar {u}}_{i}}{\partial x_{j}}}=\rho {\bar {f}}_{i}+{\frac {\partial }{\partial x_{j}}}\left[-{\bar {p}}\delta _{ij}+\mu \left({\frac {\partial {\bar {u}}_{i}}{\partial x_{j}}}+{\frac {\partial {\bar {u}}_{j}}{\partial x_{i}}}\right)-\rho {\overline {u_{i}^{\prime }u_{j}^{\prime }}}\right]}
この方程式の左辺は、平均流量の不安定さと平均流による対流に起因する流体要素の平均運動量の変化を表す。平均物体力、平均圧力場に起因する等方性応力、粘性応力、変動する速度場に起因するレイノルズ応力と呼ばれる見かけの応力{\displaystyle \rho {\overline {u_{i}^{\prime }u_{j}^{\prime }}}}の項と釣り合う。
非線形のレイノルズ応力項は、RANS方程式を解くために追加のモデリングを必要とし、 それは多くの異なる乱流モデルを創出する。時間平均演算子{\displaystyle {\overline {.}}}はレイノルズ演算子である。

## RANS方程式の導出
ある瞬間のナビエ-ストークス方程式からRANS方程式を導出するのに必要な基本的ツールは、レイノルズ分解である。レイノルズ分解とは流れの成分（例えば流速{\displaystyle u}など）を平均値（{\displaystyle {\bar {u}}}）と変動量({\displaystyle u^{\prime }})に分ける操作である。
この平均操作には特性があり、その一つに変動量の平均値は0　{\displaystyle ({\bar {u^{\prime }}}=0)}というものがある。
この操作により{\displaystyle u({\boldsymbol {x}},t)={\bar {u}}({\boldsymbol {x}})+u^{\prime }({\boldsymbol {x}},t)}となる。
ここで{\displaystyle {\boldsymbol {x}}=(x,y,z)}は位置ベクトル。
いくつかの文献

では（{\displaystyle {\bar {\!}}}はベクトルを表す際に用いられることがあるため）{\displaystyle {\bar {u}}}の代わりに{\displaystyle U}と表記することがある。この場合変動量{\displaystyle u^{\prime }}は{\displaystyle u}と表わす。本項では表記{\displaystyle u,{\bar {u}},u^{\prime }}はそれぞれ瞬時、平均、変動量を表すものとする。
非圧縮粘性流体のナビエ-ストークス方程式をテンソル表記により表すと次のようになる。
{\displaystyle {\frac {\partial u_{i}}{\partial x_{i}}}=0}
{\displaystyle {\frac {\partial u_{i}}{\partial t}}+u_{j}{\frac {\partial u_{i}}{\partial x_{j}}}=f_{i}-{\frac {1}{\rho }}{\frac {\partial p}{\partial x_{i}}}+\nu {\frac {\partial ^{2}u_{i}}{\partial x_{j}\partial x_{j}}}}

ここで{\displaystyle f_{i}}は外力ベクトル。
次にそれぞれの瞬間物理量を平均値と変動量に分けることで、結果以下の式となる。

{\displaystyle {\frac {\partial {\bar {u_{i}}}}{\partial x_{i}}}=0}
{\displaystyle {\frac {\partial {\bar {u_{i}}}}{\partial t}}+{\overline {{{u^{\prime }}_{j}}{\frac {\partial {u^{\prime }}_{i}}{\partial x_{j}}}}}={\bar {f_{i}}}-{\frac {1}{\rho }}{\frac {\partial {\bar {p}}}{\partial x_{i}}}+\nu {\frac {\partial ^{2}{\bar {u_{i}}}}{\partial x_{j}\partial x_{j}}}}

連続式 :{\displaystyle {\frac {\partial u_{i}}{\partial x_{i}}}={\frac {\partial {\bar {u_{i}}}}{\partial x_{i}}}+{\frac {\partial u_{i}^{\prime }}{\partial x_{i}}}=0}
から運動方程式は以下のように変形できる。
{\displaystyle {\frac {\partial {\bar {u_{i}}}}{\partial t}}+{\bar {u_{j}}}{\frac {\partial {\bar {u_{i}}}}{\partial x_{j}}}={\bar {f_{i}}}-{\frac {1}{\rho }}{\frac {\partial {\bar {p}}}{\partial x_{i}}}+\nu {\frac {\partial ^{2}{\bar {u_{i}}}}{\partial x_{j}\partial x_{j}}}-{\frac {\partial {\overline {u_{i}^{\prime }u_{j}^{\prime }}}}{\partial x_{j}}}}
さらに変形すると以下のようになる。
{\displaystyle \rho {\frac {\partial {\bar {u_{i}}}}{\partial t}}+\rho {\bar {u_{j}}}{\frac {\partial {\bar {u_{i}}}}{\partial x_{j}}}=\rho {\bar {f_{i}}}+{\frac {\partial }{\partial x_{j}}}\left[-{\bar {p}}\delta _{ij}+2\mu {\bar {S_{ij}}}-\rho {\overline {u_{i}^{\prime }u_{j}^{\prime }}}\right]}
ここで{\displaystyle S_{ij}}は歪み速度テンソルで、
{\displaystyle S_{ij}={\frac {1}{2}}{\biggl (}{\frac {\partial u_{i}}{\partial x_{j}}}+{\frac {\partial u_{j}}{\partial x_{i}}}{\biggr )}}
である。
最後に、時間での積分により、時間依存性が削除されるため時間微分項を消去する。
{\displaystyle \rho {\bar {u_{j}}}{\frac {\partial {\bar {u_{i}}}}{\partial x_{j}}}=\rho {\bar {f_{i}}}+{\frac {\partial }{\partial x_{j}}}\left[-{\bar {p}}\delta _{ij}+2\mu {\bar {S_{ij}}}-\rho {\overline {u_{i}^{\prime }u_{j}^{\prime }}}\right]}